# Concierto para piano n.º 1 (Mendelssohn)

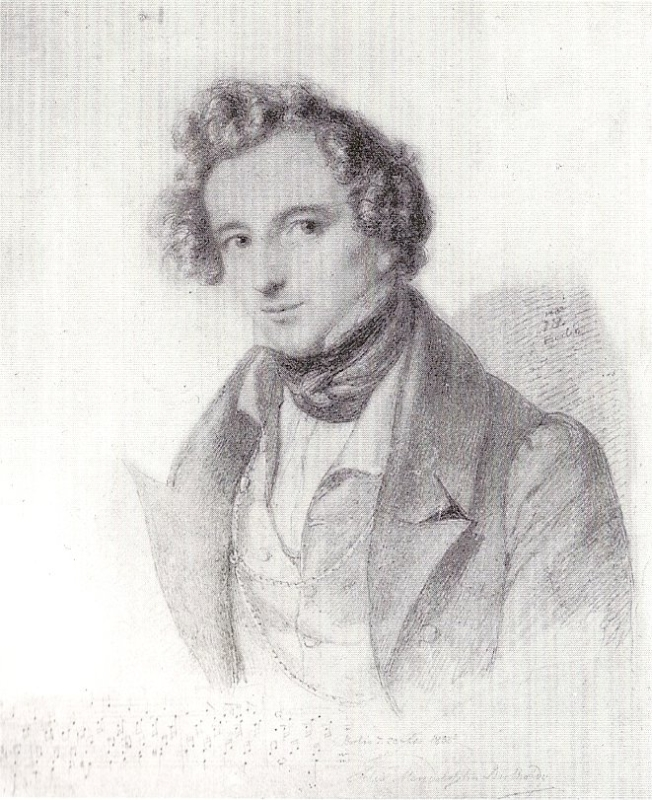
Felix Mendelssohn en un retrato realizado por Bleistiftzeichnung von Eduard Bendemann en 1833.

El Concierto para piano n.º 1 en sol menor (op. 25) de Mendelssohn fue escrito entre 1830-31, al mismo tiempo que su cuarta sinfonía («Italiana») y fue estrenado en Múnich en octubre de 1831. Ya había escrito un concierto para piano en la menor con acompañamiento de cuerdas (1822) y dos conciertos para dos pianos (1823-24). El concierto consta de tres movimientos conectados:
1. Molto allegro con fuoco en sol menor
2. Andante en re mayor
3. Presto - Molto allegro e vivace en sol mayor

El concierto es novedoso en el uso de nuevas técnicas formales, por ejemplo, el piano entra muy pronto tras el inicio del primer movimiento, con apenas tutti orquestal para servir de contraste. El concierto ganó fama con rapidez y contiene varias secciones de improvisación, una de las especialidades de Mendelssohn.